# Sabaria anagoga
Sabaria anagoga là một loài bướm đêm trong họ Geometridae.